# Jang Mi
Bùi Bảo Trang (sinh ngày 22 tháng 3 năm 1996) thường được biết đến với nghệ danh Jang Mi, là một nữ ca sĩ Việt Nam, hát dòng nhạc Bolero. Cô được biết đến qua những ca khúc phát hành trên mạng internet như Duyên phận, Vùng lá me bay, Phượng buồn,… và được cộng đồng mạng đặt biệt danh "thánh nữ bolero", "hot girl bolero". Jang Mi còn được biết đến với vai trò diễn viên khi tham gia một số bộ phim như Tìm vợ cho bà (2018) và Công chúa bến xe (2021). Ngoài ra, cô cũng tham gia một số Game show như Người ấy là ai, Hãy chọn đúng nơi, Nhanh như chớp, Mỹ nhân hành động, Lạ lắm à nha.

## Tiểu sử
Jang Mi tên thật là Bùi Bảo Trang, quê tại xã Tân Tiến, huyện Đầm Dơi, tỉnh Cà Mau. Cô sinh ra và lớn lên trong  gia đình gồm 2 anh em. Cha mẹ làm nghề nuôi tôm giống. Do gặp nhiều khó khăn vì khoảng cách từ nhà đến trường quá xa nên cô phải nghỉ học. Jang Mi được người họ hàng nhận làm con nuôi và đưa lên Sài Gòn làm việc ở xưởng may. Tuy nhiên, chỉ sau 4 tháng làm việc cô lại quyết định đi theo con đường học hát chuyên nghiệp.

## Sự nghiệp

### Âm nhạc
Được biết đến như hiện tượng mạng, Jang Mi được cộng đồng mạng đặt cho biệt danh “hotgirl xe buýt” sau đoạn clip cô hát trên xe buýt được chia sẻ trên mạng xã hội Facebook. Sau đó, cô quyết định theo đuổi con đường ca hát chuyên nghiệp và được gọi với biệt danh “thánh nữ Bolero”.
Ngày 12 tháng 1 năm 2018, Jang Mi nhận được đề cử giải Gương mặt triển vọng tại Festival âm nhạc 20 năm Làn Sóng Xanh – hành trình của các ngôi sao và những người yêu nhạc Việt diễn ra tại Sân Vận Động Quân Khu 7. Giải thưởng khẳng định 1 năm giá trị cống hiến nghệ thuật của nhạc sĩ, ca sĩ qua những bình chọn của công chúng dành cho những đóng góp xứng đáng của họ.
Năm 2021, Jang Mi đoạt giải "Nữ ca sĩ quốc tế xuất sắc" tại World Star Awards 2021, giải thưởng của Hàn Quốc nhằm tôn vinh những cống hiến nghệ thuật giải trí trên toàn cầu, bao gồm nhiều lĩnh vực văn hóa nghệ thuật như: âm nhạc, phim ảnh, nhạc kịch và sân khấu.

### Phim ảnh
Năm 2018, Jang Mi đóng vai nữ chính trong phim Tìm vợ cho bà. Bộ phim dựa trên nguyên tác nổi tiếng Bride for Rent (2014) của điện ảnh Philippines.
Ngày 16 tháng 10 năm 2021, Jang Mi ra mắt bộ phim web drama Công chúa bến xe.

## Giải thưởng và đề cử
| Năm  | Giải thưởng                            | Đề cử               | Hạng mục                  | Kết quả   | Ghi chú |
| ---- | -------------------------------------- | ------------------- | ------------------------- | --------- | ------- |
| 2018 | Làn Sóng Xanh                          | Bản thân            | Giải Gương mặt triển vọng | Đề cử     | [ 13 ]  |
| 2018 | Tuyệt đỉnh song ca - Cặp đôi vàng 2017 | Jang Mi – Minh Luân | Á quân                    | Đoạt giải | [ 15 ]  |
| 2021 | World Star Awards 2021                 | Bản thân            | Nữ ca sĩ quốc tế xuất sắc | Đoạt giải |         |